# Leksands kontrakt
Leksands kontrakt var ett kontrakt i Västerås stift. Det upplöstes 1995 då församlingarna överfördes till olika kontrakt.

## Administrativ historik
Församlingarna hörde fordom till Rättviks kontrakt men var åtminstone från 1700-talet fristående
Följande församlingar uppgick i Nedansiljans kontrakt
- Leksands församling
- Djura församling
- Siljansnäs församling (bildad 1875)
- Gagnefs församling
- Mockfjärds församling
- Åls församling

Följande församling uppgick i Falu kontrakt
- Bjursås församling